# Adromischus triflorus

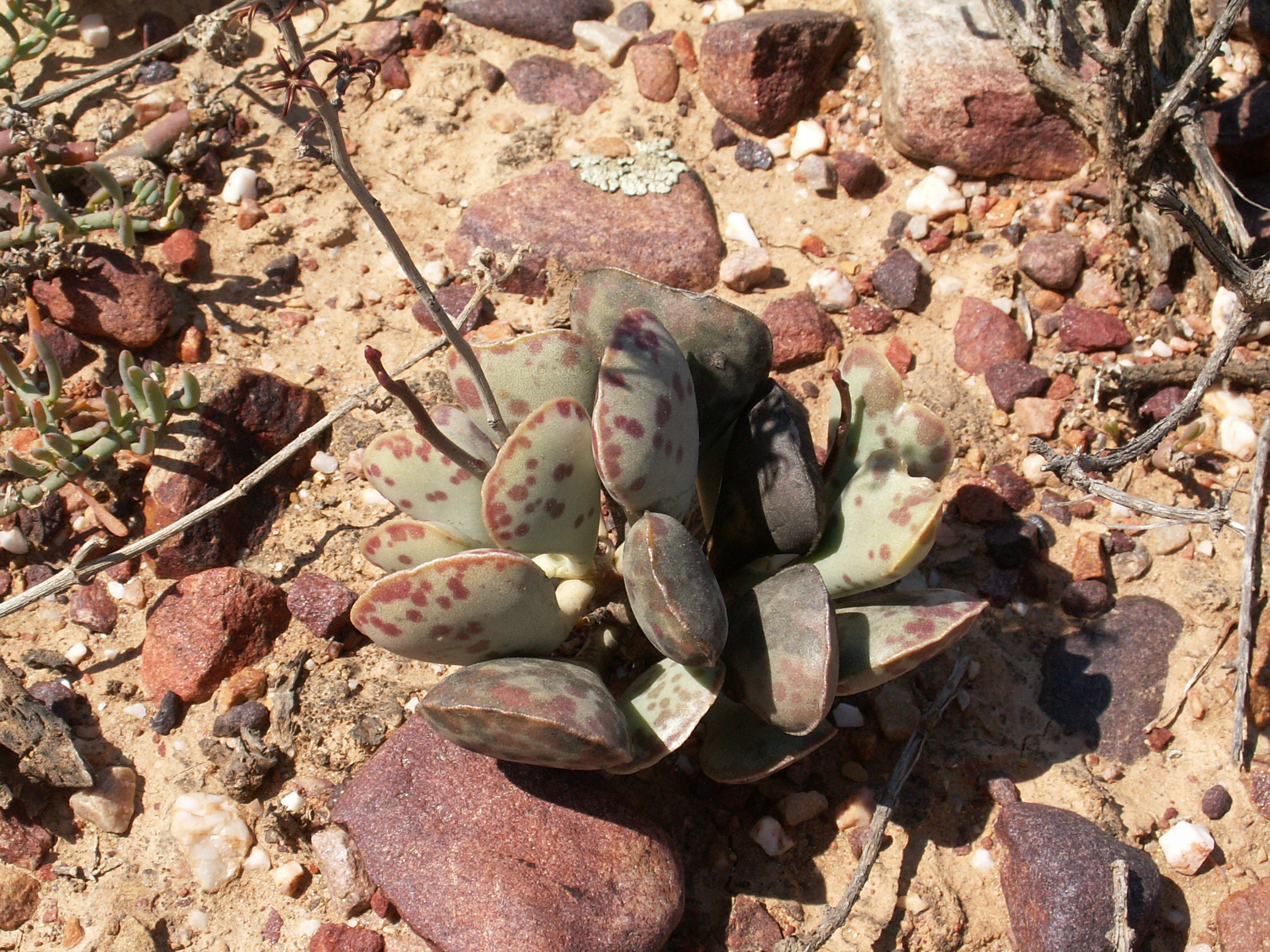
Adromischus triflorus en el seu hàbitat

Adromischus triflorus és una espècie de planta suculenta del gènere Adromischus, que pertany a la família Crassulaceae.

## Taxonomia
Adromischus triflorus A.Berger. va ser descrita per Alwin Berger i publicat a Die natürlichen Pflanzenfamilien, Zweite Auflage 18a: 416. 1930.